# Bargagli
Bargagli (ligur nyelven Bargaggi) település Olaszországban, Liguria régióban, Genova megyében. Lakosainak száma 2556 fő (2023. január 1.). Bargagli Davagna, Lumarzo, Genova és Sori községekkel határos.

## Népesség
A település népességének változása:
| Lakosok száma | 2697 | 2700 | 2556 |
|               | 2017 | 2018 | 2023 |